# Пједилуко
Пједилуко је насеље у Италији у округу Терни, региону Умбрија.
Према процени из 2011. у насељу је живело 476 становника. Насеље се налази на надморској висини од 378 м.